# Joyce Aluoch
Joyce Aluoch (1947) è una giudice keniota della Corte penale internazionale, Divisione Giudicante.
Eletta dall'Assemblea degli Stati Parte nel Gruppo degli Stati africani, Lista A, l'11 marzo 2009 per nove anni.